# Yasu
yasu（ヤス、本名：林 保徳、1975年1月27日 - ）は、日本のシンガーソングライター。血液型はA型。身長は165cm。
Janne Da Arcの元メンバーで、かつてはソロプロジェクトAcid Black Cherryとして活動していた。所属レコード会社及び所属芸能事務所は自主レーベルのLtOVES。

## 人物
漫画が大好きな少年であったが、中学3年生の頃にBOØWYのライブ映像を見たことがきっかけで音楽に目覚め、直後にyou、ka-yuとX JAPANのコピーバンド『結膜炎』を結成。以来youとはずっと同じバンドで活動している（ka-yuはこのバンドから一時脱退するも、その後呼び戻された）。その後、高校時代にDEAD ENDの音楽に触れ、自身の目指す音楽性が分かったという。kiyoとは高校時代に出会い、当時kiyoが組んでいたバンドと殴り合いの喧嘩をして、yasuが引き抜いてメンバーとなった。当時のkiyoについて「当然その時は下手だったんだけど、こいつとだったらメジャーデビュー出来ると思っていた」と語っている。そのためkiyoが何も告げずに脱退しようとした時のことは「腹は立ったけどkiyoは必要だった」と語っている。脱退しようとしていたジャズが好きなkiyoを引き止めるために、ジャズ調の楽曲「Lady」を作った。
2009年9月、声帯のう胞を発症。年末に手術を受けている。同じく10年前にJanne Da Arcで活動していた時も同じ手術を受けている。ノドを酷使するライブツアー中はライブ中以外大声を出したり騒いだりしないように気を使っている。
作曲、編曲、作詞を担当。ソロ活動ではPVの原案等も手がける。
作曲も歌詞も、Janne Da ArcとAcid Black Cherryと大きい違いはあまり見られない。歌詞は恋愛やエロティックなものが多いが、殺人・犯罪・戦争・自然災害・ネット批判・人間の心の闇・yasuが好きな映画 （ソウ）・ゲーム（モンスターハンター・デビルメイクライ）などをテーマにしたものも多々存在する。男性視点の歌詞だけでなく、女性視点の歌詞も多い。
Janne Da Arcの曲を最も多く手がけるが、ひとりでキーボードで作るため、楽器陣のことはほぼ考えておらず（特に弦楽器）、悪気はないが難しいことを要求したりしてしまうことがある。このことにka-yuは「yasuは鍵盤で曲作り過ぎや!!もっと弦楽器のこと考えてくれ」と漏らしていた。更にyouの「ギターソロどうやって作っているの？」という問いに対し、yasuは少なからずギターを弾けるのにもかかわらず、「口ギター」と答えた。
Acid Black Cherryでは、レコーディングミュージシャンが固定でないため、曲に合ったアーティストを指名して、そのアーティストらしさが出るフレーズを作ることがある。
ライブ前に買って身に付けていたシルバーアクセサリーを、ライブ会場を走り回る際にファンに全て取られたという経験がある。当然MCの時にyasuは「買ったばっかりのやつやから返してくれ」と懇願したが、ファンが黙殺。結局戻ってこなかった。他にもライブ中にネックレスやカチューシャを無理やり取られる等の被害が出て、ネックレスを盗んだファンがネットオークションに高額で出品するなどして一時ネット上で大バッシングされ、炎上した。
メンバー思いで、常にメンバーが演奏しやすい空気作りに気を配っている。ka-yuをベーシストに迎えた理由の一つは、いいムードメーカーになってくれると思ったからである。

## 趣味・嗜好
音楽の影響を受けたのはBOØWY、DEAD END、ユニコーン等。また自身はボーカルしか担当したことはなく、特に氷室京介・MORRIE・hydeは、自分の音楽性に大きな転機を与えたと語っている。また、小学校高学年の頃は当時流行っていたおニャン子クラブの大ファンであり、その楽曲の中では特に「じゃあね」が一番気に入ったためそのCDを買った。ちなみに自身が初めて買ったCDはそのおニャン子クラブの「じゃあね」である。
ゲームの『モンスターハンター』シリーズの大ファン。 Acid Black Cherryとしての1stアルバム『BLACK LIST』収録曲の『DRAGON CARNIVAL』は、このゲームのことを歌っている。Acid Black Cherryの企画内で、「モンスターハンター フロンティア オンライン」と連動して、yasuが監修を務めたオリジナルデザインのガンランスがキャンペーン配信されていた（yasu自身がガンランスを愛用しているため）。現在は入手不可能。
中学時代、漫画家になる夢があり、自作の漫画に音楽をつけたり学校に原稿を持ってきて描いていた（絵は鳥山明風）。Janne Da Arcで上京後、原稿を実家のベッドの下に入れていたが、部屋を掃除した母親が一緒にしまってあったJanne Da Arcの昔のデモテープごと全て捨ててしまい、帰宅した際異変に気付いて母親を問い質した事でそれを知り、激怒した。

## 提供楽曲
- 相川七瀬
  - R-指定（作曲）
  - Glorious Night（共作詞・作曲）

## 交友関係
- hyde (L'Arc〜en〜Ciel, VAMPS)
  - L'Arc〜en〜Cielのhydeの大ファン。
  - 雑誌のインタビューやラジオ、自身のライブのMCや雑誌においても、度々そのことについて発言している。
  - そのため、ラジオ「REDNIQS」や、TV「ミュージャック」では、hydeに関する質問や話題を持ちかけられるのが定番になってきている。
  - 好きになったきっかけは、初めて観たライブが大阪城ホールで行われたL'Arc〜en〜Cielのライブで、この時hydeを見て「こんなボーカリストになりたい」と思ったという（席はやや下手側スタンド席の前の方で「めっちゃ遠く感じた」と語っている）。hydeがJanne Da Arcのライブを観に来た際に、yasuは嬉しさのあまり舞い上がり、MCで「今日は僕の尊敬するhydeさんが観に来てくれました」などと発言し客席が騒然。後日hydeは自身のブログで当時のことを「もの凄い恥ずかしかった」と記している。
  - 雑誌のインタビューで、「『ダイヤモンドヴァージン』以降のラブソングは、hydeさんを想って歌っている」と発言。過去のhydeのハロウィンライヴでhydeにほっぺにキスをされた際には、ファンの目も気にしない程の喜びようだった。yasuが音楽番組にゲスト出演した際に、hydeから番組に「始めは全然興味なかったけど、話してみたらすごくおもしろくて、yasu君がいないと飲みに行ってもつまらない」というメッセージが届き、満面の笑みではしゃいでいた。2012年1月29日のhydeの誕生日には、Acid Black Cherry公式アカウントにて「Merry Japanese Christmas!!!」と、（誕生日になぞらえて）1時29分に呟き、新曲『イエス』の歌詞「愛してる 愛してるよ」と続けて呟いた。普段からhydeを神と呼んでいるため、本人が公式ブログにてクリスマスに例えたという。また、Janne Da Arcのライブで以前、「flower」をコピー演奏した事がある。
  - 2008年の自身の誕生日に行ったサプライズパーティーにhydeも参加した。2008年より、VAMPS主催のHALLOWEEN PARTYに度々参加している（2009年はツアー・病気のため不参加）。
  - HYDEが結成したハロウィンバンドHALLOWEEN JUNKY ORCHESTRAに参加している。

- DAIGO (BREAKERZ)
  - L'Arc〜en〜Cielのライブを見に行った際に知り合う。さいたまスーパーアリーナで行われたJanne Da Arcのライブ「DEAD or ALIVE」(2006) には既に関係者として見に行っていたらしい。DAIGOが有名になった今では、ニコニコ生放送でお互いの番組にゲストに出たり、「ABCD放送局」というUSTREAM番組を2人で始めたりしている。週に5回は一緒に食事をしたり、お揃いのグローブや部屋着を愛用する程仲が良い。最近は「彼女はいないけど、恋人がいるかと聞かれたならば"いる"と答える」と冗談を交え色々な番組で仲良しな事をアピールしている。Acid Black Cherryのカバーアルバム「Recreation 2」に収録されている『大都会』にて2人でデュエットしている。
  - 初共演はDAIGOがブレイクする前の2007年Acid Black Cherry主催対バンイベント“SWAPPING ROCK PARTY”である。DAIGOの持ちネタである「ういっしゅ」は、そのライブの転換中にyasuとDAIGOがショートコントをした時に生まれた。
  - 2人が「神」と崇めるHYDEが結成したハロウィンバンドHALLOWEEN JUNKY ORCHESTRAでは曲中やMVの中でハモったり、コンビでドアを開けて脅かす演技をしている。
  - 2013年1月9日には、お互いのバンドが同じ5周年ということで、初のツーマンライブ Acid Black Cherry & BREAKERZ 5th Anniversary Live“Acid BREAKERZ Cherry 69-sixnine-”を開催。日本武道館で14,000人を動員した。